# Lawrence Buell
Pour les articles homonymes, voir Buell (homonymie).
Lawrence Buell (né en 1939) est professeur de littérature américaine à l'université Harvard, spécialiste de la période dite Antebellum (1789 à 1849) et pionnier de l'approche littéraire dite écocritique (ecocriticism) et du nature writing. 
Il est membre depuis 2007 du Jay Hubbell Medal for Lifetime Achievement in American Literary studies
Il a obtenu en 2003 le Warren-Brooks Award pour son œuvre de critique littéraire avec son ouvrage sur Ralph Waldo Emerson.
Son ouvrage Writing for an Endangered World a obtenu en 2001 le John G. Cawelti Award pour son œuvre en American Culture Studies.

## Œuvres
- Literary Transcendentalism (1973)
- New England Literary Culture (1986)
- The Environmental Imagination: Thoreau, Nature Writing, and the Formation of American Culture, Harvard University Press (1995)
- Writing for an Endangered World: Literature, Culture, and Environment in the United States and Beyond, Harvard University Press (2001)
- Emerson, Harvard University Press (2003)
- The Future of Environmental Criticism: Environmental Crisis and Literary Imagination (2005)
- The American Transcendentalists (2006)
- Shades of the Planet: American Literature as World Literature (2007)